# Гарсия, Джази
Джази Гарсия (англ. Jazy Garcia, род. 14 июля 1967) — гуамский шоссейный и трековый велогонщик. Участник летних Олимпийских игр 1992 и 2000 годов.

## Карьера
В 1992 году был включён в состав сборной Гуама на летних Олимпийских играх в Барселоне. На них выступил в трёх гонках.
Сначала в командной гонке с раздельным стартом на 100 км. По её результатам сборная Гуама (в которую также входили Уил Ямамото, Мануэль Гарсия и Мартин Сантос) заняла 25 место, уступив занявшей первое место сборной Германии почти 35 минут.
Затем в командной гонке преследования. 
В его квалификации, из которой в основной раунд выходило 8 команд, сборная Гуама (в которую также входили Мануэль Гарсия, Мартин Сантос и Эндрю Мартин) показала 20-й последний результат, уступив 1 минуту 8-у месту и закончила выступление.
И далее в групповой шоссейной гонке протяжённостью 194 км не смог финишировать как и ещё 69 гонщиков.
В 2000 году снова был включён в состав сборной Гуама на летних Олимпийских играх в Сиднее. На них выступил в групповой шоссейной гонке протяжённостью 239 км, но не смог финишировать как и ещё 61 гонщик.
Принял участив в чемпионате Океании по шоссейному велоспорту. В 2008 году стартовал на Туре Южно-Китайского моря. В 2010 году стал победителем Тура Гуама и чемпионом Гуама в групповой гонке.

## Достижения
2000
2-й на Чемпионат Гуама — групповая гонка
2008
2-й на Ад Марианских островов
2010
 Чемпион Гуама — групповая гонка
1-й на Тур Гуама